# Balistoides conspicillum
Il pesce balestra pagliaccio (Balistoides conspicillum (Bloch & Schneider, , 1801)) è un pesce d'acqua salata appartenente alla famiglia Balistidae.

## Distribuzione e habitat
Questa specie è diffusa lungo le barriere coralline dell'Indo-Pacifico, dalle coste del Sudafrica alla Grande barriera corallina australiana.

## Alimentazione
B. conspicillum si nutre di crostacei, molluschi, ricci di mare, crinoidi e ascidie.